# Мічіо Аратама
Мічіо Аратама (яп. 新珠三千代, Aratama Michiyo, 15 січня 1930 — 17 березня 2001) — японська актриса, театру та кіно. Народилася в місті Нара, префектура Нара. Справжнє ім'я: Кіоко Тода (яп. とだ きょうこ). Її псевдонімом у театральній трупі «Такаразука Ревю» (яп. 宝塚歌劇団, Takarazuka Kagekidan) було Куо-тян.

## Біографія
Закінчивши школу музики і танцю Такарадзука, Аратама після закінчення війни приєдналася до театру «Такаразука Ревю» у 1945 році. Вона дебютувала на сцені в 1946 році в пьесі «Троянда Гранади». Серед репрезентативних п'єс того часів у «Такаразука Ревю» — «Гамлет», «Вежа Хімеюрі» та «Яванська танцівниця».
Її дебют у кіно відбувся у 1951 році у фільмі кінокомпанії Toho «Хакамадаре Ясуке», але лише у 1955 році вона покинула «Такаразука Ревю», підписавши контракт спочатку з кіностудією Nikkatsu, а потім, після закінчення контракту, з компанією Toho.
Вона працювала з такими режисерами, як Мікіо Нарусе, Одзу Ясудзіро та Кобаясі Масакі, знявшись у таких фільмах, як «Доля людська» (1959—1961), «Осінь в сім'ї Кохаяґава» (1961), «Квайдан» (1964) та «47 ронінів» (1962).
У 1974 році про Аратаму написала статтю американська письменниця Євгенія Шеппард, яка писала про моду. У статті її називали «японською Гретою Гарбо» та виклала її думки про її зоряний час, а також про ставлення та статус жінок у Японії.
З кінця 1970-х років вона зосередилася виключно на роботі на сцені та телебаченні. Через проблеми зі здоров'ям скоротила свої виступи після 1994 року. Померла від серцевої недостатності у 2001 році.
Накадай Тацуя, який часто знімався з Аратамою в кіно, описував її як дуже життєрадісну людину. Її молодша сестра, Чіо Цубакі (пізніше Норіко Кацура, справжнє ім'я Норіко Тода), також була актрисою в «Такаразука Ревю», де вони разом знімалися в сценічних виставах, але вона пішла з індустрії розваг після того, як одружилася з Джусіро Коміяма. Аратама ніколи не виходила заміж, не мала дітей і залишався самотньою протягом усього життя.

## Вибрана фільмографія

### Кінематограф
| Рік      | Назва                                  | Оригінальна назва      | роль          | Режисер         |
| -------- | -------------------------------------- | ---------------------- | ------------- | --------------- |
| 1953 рік | Дружина                                | 妻                     | Йошімі        | Мікіо Нарусе    |
| 1955 рік | Серце                                  | こころ                 | Шизу          | Ітікава Кон     |
| 1956 рік | Повітряна куля                         | 風船                   |               | Юдзо Кавасіма   |
| 1956 рік | Червоне світло у «Сузакі Парадайз»     | 洲崎パラダイス赤信号   | Цутае         | Юдзо Кавасіма   |
| 1958 рік | Народження великого Токіо: Дзвони Оедо | 大東京誕生 大江戸の鐘  |               | Кадзіро Ямамото |
| 1958 рік | У вогні                                | 炎上                   |               | Кон Ічікава     |
| 1958 рік | Літні хмари                            | 鰯雲                   | Yae           | Мікіо Нарусе    |
| 1959 рік | Доля людська                           | 人間の條件             | Мічіко        | Кобаясі Масакі  |
| 1959 рік | Я хочу бути молюском                   | 私は貝になりたい       |               | Хасімото Сінобу |
| 1960 рік | Саларіман Чушинґура                    | サラリーマン忠臣蔵     | гейша Кайдзі  |                 |
| 1961 рік | Осінь в сім'ї Кохаяґава                | 小早川家の秋           | Фуміко        | Одзу Ясудзіро   |
| 1962 рік | 47 ронінів                             | 忠臣蔵 花の巻 雪の巻   |               | Інагакі Хіросі  |
| 1963 рік | Елегантне життя Тошіміцу Ебуна         | 江分利満氏の優雅な生活 | Нацуко        | Кіхачі Окамото  |
| 1964 рік | Кайдан                                 | 怪談                   | перша дружина | Масакі Кобаясі  |
| 1965 рік | Самурай-вбивця                         | 侍                     |               | Кіхачі Окамото  |
| 1966 рік | Чужак всередині жінки                  | 女の中にいる他人       | Масако Ташіро | Мікіо Нарусе    |
| 1966 рік | Перевал Дайзосацу                      | 大菩薩峠               | Охама         | Кіхачі Окамото  |
| 1967 рік | Найдовший день у Японії                | 日本のいちばん長い日   | Юріко Хара    | Кіхачі Окамото  |
| 1967 рік | Весна, що минає                        | 惜春                   |               | Нобору Накамура |
| 1968 рік | Молодь Японії                          | 日本の青春             |               | Масакі Кобаясі  |
| 1969 рік | Chōkōsō no Akebono                     | 超高層のあけぼの       | Сачіко        | Хідео Секігава  |

### Телебачення
| Рік      | Назва        | Роль          | Мережа | Жанр         |
| -------- | ------------ | ------------- | ------ | ------------ |
| 1969 рік | 天と地と     | Кеса Гозен    | NHK    | Тайга дорама |
| 1972 рік | 新・平家物語 | Gion no Nyogo | NHK    | Тайга дорама |
| 1976 рік | 風と雲と虹と | Масако        | NHK    | Тайга дорама |

## Нагороди
Мічіо Аратама отримала кінопремію «Блакитна стрічка» за найкращу жіночу роль другого плану у фільмах «Доля людська» (1959—1961) та «Я хочу бути молюском / Watashi wa kai ni naritai» (1959), а також нагороду Kinema Junpo за найкращу жіночу роль у фільмі «Доля людська». Вона отримала нагороду Mainichi Film за найкращу жіночу роль другого плану у фільмах «Осінь в сім'ї Кохаяґава» (1960) та «Південний вітер і хвилі / Minami no kaze to nami» (1961).